# Прутковский, Борис Александрович
Борис Александрович Прутковский (1929, Ленинград — 1976, Ленинград) — советский самбист и борец вольного стиля, чемпион и призёр чемпионатов СССР по вольной борьбе, призёр чемпионатов СССР по самбо, мастер спорта СССР (1955). Судья всесоюзной категории (1969).

## Биография
Родился в 1929 году в Ленинграде.
Увлёкся борьбой в 1947 году. Участвовал в чемпионатах страны по вольной борьбе 12 раз (1947—1963). В 1953 году окончил школу тренеров при институте имени Лесгафта, а в 1958 году — институт имени Лесгафта. Многократный чемпион Ленинграда и спортивного общества «Динамо». Тренер общества «Спартак» (Ленинград) 1958 года.
В 1959—1974 годах тренер сборной Ленинграда по вольной борьбе. Председатель Федерации вольной борьбы Ленинграда и председатель тренерского совета Ленинграда. По его инициативе и под его руководством была построена Школа высшего спортивного мастерства на Каменном острове в Ленинграде.
В 1961 году Прутковский принимал участие в съёмках фильма «Планета бурь» в роли «робота Джона», в титрах был указан как Б. Прудковский.
В 1966 году в Ленинграде в рамках чемпионата СССР по футболу «Зенит» принимал московский «Спартак». В одном из игровых эпизодов москвич Николай Осянин, забив гол, влетел в сетку ворот соперника и сломал их. Работники стадиона принесли новые ворота, но не могли установить их, так как не могли извлечь из земли обломок одной из штанг. На замену ворот отводилось полчаса, и любимой команде Прутковского могли засчитать поражение. Тогда он вышел на поле и извлёк мешающий обломок, таким образом спасая свою команду.
В 1976 году, вступившись за женщину, на которую напали бандиты, получил удар ножом в спину, оказавшийся смертельным. Похоронен в Ленинграде на кладбище Памяти жертв 9-го января.

## Спортивные результаты
- Чемпионат СССР по самбо 1949 года — ;
- Чемпионат СССР по самбо 1950 года — ;
- Чемпионат СССР по самбо 1952 года — ;
- Чемпионат СССР по вольной борьбе 1953 года — ;
- Чемпионат СССР по вольной борьбе 1954 года — ;
- Вольная борьба на летней Спартакиаде народов СССР 1956 года — ;